# Palacio Boschetti
Palacio Boschetti es un edificio histórico situado en vía Cavour en la ciudad de Schio, enfrente de la Iglesia San Giacomo.

## Historia
Palacio Boschetti tiene una historia antigua y complicada, puesto que fue residencia nobiliaria desde el siglo XIV; durante los siglos sufrió varios cambios de propiedad y reestructuraciones. En origen el palacio alojó a la familia Nogarola, vicarios del burgo de Schio hasta el final del siglo XIV. Único testimonio de esta presencia resulta ser el escudo de armas de la familia tapiado sobre la fachada posterior del edificio (1395) y pertenecido a Antonio Nogarola. La residencia que en algunos documentos está citada como la Casa Grande, a testimonio de su importancia, quedó a la familia Nogarola hasta todo el siglo XVI. Pasa a la familia Boldù, que lo poseyó durante todo el siglo XVII y encargó la radical restauración del palacio que asumió las formas que todavía hoy conserva.

## Descripción
Palacio Boschetti presente una estructura más propensa, de aquel de un simple edificio urban. Su gran cuerpo principal es un efecto aislado con respecto de las construcciones contiguas, pero sobre todo es dotado con un gran parque vallado sobre el área trasera del edificio.

## Parque
El parque de Palacio Boschetti presenta una extensa área con plantas a alto fuste. El parque se extiende hasta la trasera calle Fusinato.